# Campeonato Panamericano de Judo de 1997
El XXII Campeonato Panamericano de Judo se celebró en Guadalajara (México) entre el 29 y el 31 de agosto de 1997 bajo la organización de la Unión Panamericana de Judo.
En total se disputaron dieciséis pruebas diferentes, ocho masculinas y ocho femeninas.

## Resultados

### Masculino
| Evento | Oro                            | Plata                         | Bronce                                                                   |
| ------ | ------------------------------ | ----------------------------- | ------------------------------------------------------------------------ |
| –56 kg | Suil Barragan · Venezuela      | Héctor Galloza Puerto Rico    | Enrique Paz · El Salvador · João Derly · Brasil                          |
| –60 kg | Manolo Poulot Ramos · Cuba     | Jorge Lencina Argentina       | Bernardo Pérez · República Dominicana · Fúlvio Miyata · Brasil           |
| –65 kg | Israel Hernández Planas · Cuba | Martín Miguel Ríos Argentina  | Henrique Guimarães · Brasil · Melvin Méndez Acevedo · Puerto Rico        |
| –71 kg | Jimmy Pedro Estados Unidos     | Sebastian Pereira · Brasil    | Diego Mateo · República Dominicana · Ernst Laraque · Haití               |
| –78 kg | Flávio Canto · Brasil          | Gastón García Argentina       | Todd Brehe · Estados Unidos · Gabriel Arteaga · Cuba                     |
| –86 kg | Edelmar Branco Zanol · Brasil  | Brian Olson Estados Unidos    | Yosvane Despaigne · Cuba · José Vicbart Geraldino · República Dominicana |
| –95 kg | Aurélio Miguel · Brasil        | Ángel Vladimir Sánchez · Cuba | Rafael Hueso · Estados Unidos · Luis René López · Venezuela              |
| +95 kg | Orlando Baccino Argentina      | Jorge Fiz Castro · Cuba       | Felipe Vargas · Brasil · Oswaldo Norat · Estados Unidos                  |

### Femenino
| Evento | Oro                             | Plata                             | Bronce                                                          |
| ------ | ------------------------------- | --------------------------------- | --------------------------------------------------------------- |
| –45 kg | Zaimaris Calderón · Cuba        | Roselín Huacarán · Venezuela      | Blanca González · Colombia · Evelyn Matías · Puerto Rico        |
| –48 kg | Amarilis Savón · Cuba           | Andrea Berti Rodrigues · Brasil   | Cecilia Martínez · México · Hillary Wolf · Estados Unidos       |
| –52 kg | Legna Verdecia Rodríguez · Cuba | Carolina Mariani Argentina        | Liliana Ibarra · Colombia · Marisa Pedulla · Estados Unidos     |
| –56 kg | Driulis González Morales · Cuba | Brigitte Lastrade · Canadá        | Ángela Valles · Colombia · Danielle Zangrando · Brasil          |
| –61 kg | Michelle Buckingham · Canadá    | Kenia Rodríguez · Cuba            | Niurka Perdomo · Venezuela · María Luján Pacciarini · Argentina |
| –66 kg | Sibelis Veranes · Cuba          | Marie-Hélène Chisholm · Canadá    | Vânia Ishii · Brasil · Marianela Astudillo · Venezuela          |
| –72 kg | Diadenis Luna Castellano · Cuba | Lorena Briceño Argentina          | Edinanci Silva · Brasil · Francis Gómez · Venezuela             |
| +72 kg | Daima Beltrán · Cuba            | Colleen Rosensteel Estados Unidos | Edilene Andrade · Brasil · Jacynthe Maloney · Canadá            |

## Medallero
| Núm. | País                 | Oro | Plata | Bronce | Total |
| ---- | -------------------- | --- | ----- | ------ | ----- |
| 1    | Cuba                 | 9   | 3     | 2      | 14    |
| 2    | Brasil               | 3   | 2     | 8      | 13    |
| 3    | Argentina            | 1   | 5     | 1      | 7     |
| 4    | Estados Unidos       | 1   | 2     | 5      | 8     |
| 5    | Canadá               | 1   | 2     | 1      | 4     |
| 6    | Venezuela            | 1   | 1     | 4      | 6     |
| 7    | Puerto Rico          | 0   | 1     | 2      | 3     |
| 8    | Colombia             | 0   | 0     | 3      | 3     |
| 8    | República Dominicana | 0   | 0     | 3      | 3     |
| 10   | El Salvador          | 0   | 0     | 1      | 1     |
| 10   | Haití                | 0   | 0     | 1      | 1     |
| 10   | México               | 0   | 0     | 1      | 1     |
|      | TOTAL                | 16  | 16    | 32     | 64    |